# Shea Stadium
Ne doit pas être confondu avec Shea Stadium (Peoria).
Le Shea Stadium (nom complet William A. Shea Municipal Stadium) était un stade de baseball, situé à Flushing dans l'arrondissement de Queens, à New York. Le Shea Stadium se situait aux alentours de Flushing Meadows-Corona Park et se trouvait donc à proximité de l'aéroport de LaGuardia et des terrains de tennis de l'US Open. 
Il abritait l'équipe des Mets de New York depuis 1964, qui constitue avec les Yankees l'une des équipes majeures de la MLB américaine. Entre 1964 et 1983, les Jets de New York de la NFL jouaient leur matchs à domicile dans ce stade. Les Yankees de New York ont aussi joué au Shea Stadium entre 1974 et 1975, pendant que le Yankee Stadium était en rénovation. La capacité du stade était de 55 601 places assises et il disposait de 45 loges de luxe. Le Shea Stadium fut le stade des Mets de New York depuis son inauguration en 1964. 
Il accueillit également le premier concert de rock organisé dans un stade,  les Beatles s'y produisant le 15 août 1965 devant un public record de 56 000 spectateurs. Le dernier concert y fut donné 43 ans plus tard par Billy Joel les 16 et 17 juillet 2008, avec la participation de Paul McCartney, ancien membre des Beatles. 
Aujourd'hui le stade n'existe plus, il a été démoli en 2008. Un nouveau stade accueille les Mets de New York.

## Histoire

Ancien logo

Les Dodgers de Brooklyn et les Giants de New York se déplaçant en Californie, la zone métropolitaine de New York se retrouve avec une seule équipe de baseball à partir de 1957. Afin de changer cette situation, le maire Robert F. Wagner Jr. nomme William Shea et quatre autres avocats pour acquérir une nouvelle franchise de baseball pour la ville. Shea a tenté de faire déménager, sans succès, les Reds, Pirates, ou Phillies à New York. En novembre 1958, Shea a l'idée de proposer la création d'une troisième ligue de baseball majeur, la ligue continentale, qui accueillerait des villes n'ayant pas d'équipe de baseball. Cela a poussé la Ligue majeure de baseball à attribuer des équipes à New York et à Houston en 1962. 
La principale raison du départ des Giants et des Dodgers était que les équipes désiraient de nouveaux stades. Pour que la ville accueille une franchise, un nouveau stade doit être construit. Le 28 octobre 1961, les travaux commencent pour le nouveau stade des Mets de New York. Malheureusement, les Mets ont dû jouer au Polo Grounds pendant deux années tandis que leur nouveau stade est en construction. À l'origine appelé Flushing Meadows Park, le stade est rebaptisé en l'honneur de William Shea, de ce fait devenant le Shea Stadium. Le coût de sa construction a avoisiné les $28,5 millions de dollars, en 1961, sans compter les nombreuses rénovations qui ont été opérées depuis.

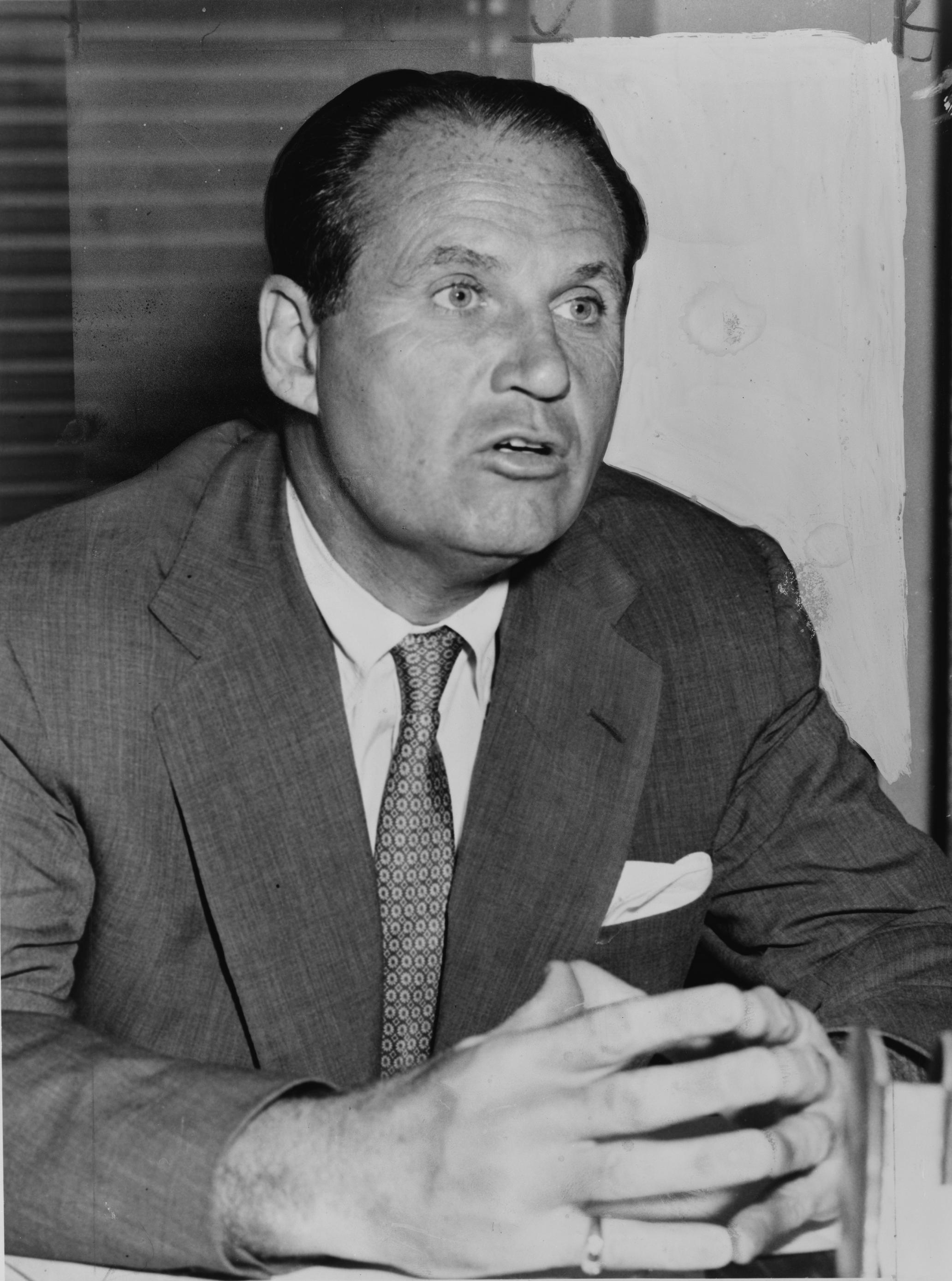
William Shea.

Les Mets de New York ont joué leurs premier match au Shea Stadium le 17 avril 1964 et ils se sont inclinés 4 à 3 contre les Pirates de Pittsburgh devant 48 736 spectateurs. Le stade a une capacité de 55 601 places assises. C'était le premier stade de sa taille à avoir un système d'escalator, il pouvait se convertir de terrain de football en park de baseball. Le Shea Stadium a également accueilli plusieurs concerts, notamment celui des Beatles en août 1965 devant 53 275 fans. Avec plus de 1,7 million de spectateurs qui ont rempli le stade en 1964, les dirigeants ont annoncé des projets pour ajouter 15 000 sièges et un dôme. Toutefois les études ont prouvé que la structure du stade ne pourrait pas supporter un dôme, donc l'idée a été abandonnée. 
Les Yankees de New York ont aussi joué au Shea Stadium entre le 6 avril 1974 et le 28 septembre 1975, alors que le Yankee Stadium était rénové. Excepté le remplacement des sièges au cours des années, très peu de changements sont intervenus au Shea Stadium. Avant la saison 1987, de grands panneaux bleus avec le dessin des joueurs ont été installés. En outre 45 suites ont été ajoutées au niveau de la tribune de presse.

### Citi Field
En avril 2006, les Mets dévoilent leur projet de construction d'un nouveau stade de baseball, le Citi Field. L'équipe continue à jouer au Shea Stadium pendant les saisons 2007 et 2008, avant de déménager au Citi Field en 2009.

## Description
Le Shea Stadium restait un endroit agréable pour observer un match de baseball, excepté les avions débarquant et décollant de l'aéroport voisin de LaGuardia. La plupart des supporters prenaient le train 7 à l'arrêt du stade pour venir assister aux matchs. À l'intérieur du stade, les spectateurs pouvaient observer une structure massive se composant de cinq plates-formes de places assises qui s'étendent autour du terrain. Le Mets Magic Hat est situé derrière le champ central près du tableau des scores. Quand un joueur des Mets fait un coup de circuit (homerun), une pomme s'élève hors du chapeau. Un petit ensemble de gradins est situé derrière le champ gauche, avec un écran vidéo Diamond Vision.

## Événements
- World Series, 1969, 1973, 1986 et 2000
- National League Championship Series, 1969, 1973, 1986, 1988, 1999, 2000 et 2006
- National League Division Series, 1999, 2000 et 2006
- Match des étoiles de la Ligue majeure de baseball 1964, 7 juillet 1964
- Showdown at Shea, 9 août 1980
- Concert The Police , 18 août 1983
- Concert The Clash et The Who, 13 octobre 1982
- Concert The Beatles, 15 août 1965 et 23 août 1966
- Visite du Pape Jean-Paul II, 3 octobre 1979
- Visite de Billy Graham, 23-28 juin 1970
- Concert de Billy Joel, 16-17 juillet 2008 (Dernier concert dans le stade)

## Dimensions
- Left Field (Champ gauche) - 338 pieds (103 mètres)
- Left-Center - 371 ' (113 m)
- Center Field (Champ central) - 410 ' (125 m)
- Right-Center - 371 ' (113 m)
- Right Field (Champ droit) - 338 ' (103 m)

## Galerie

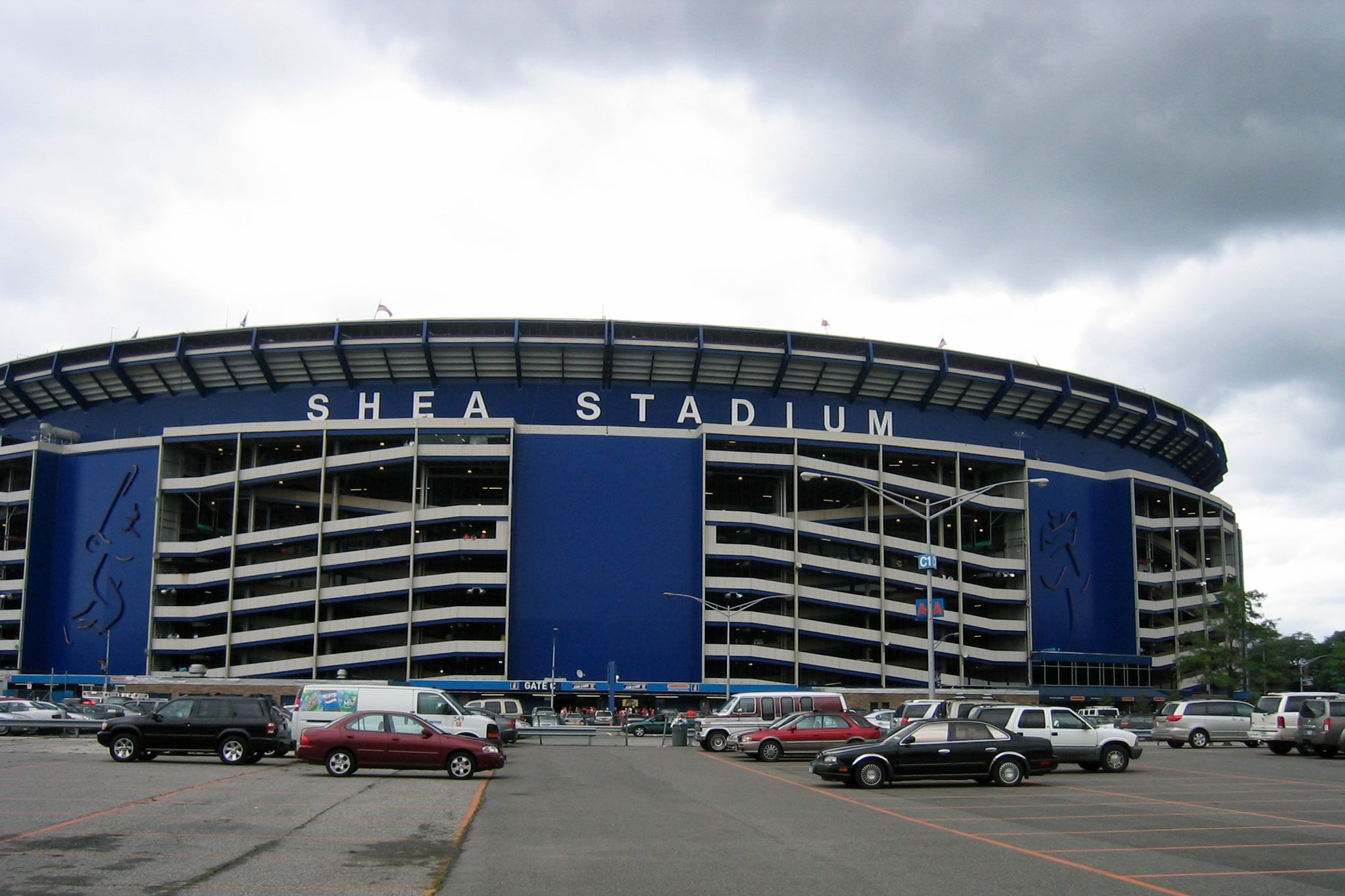
Vue extérieure
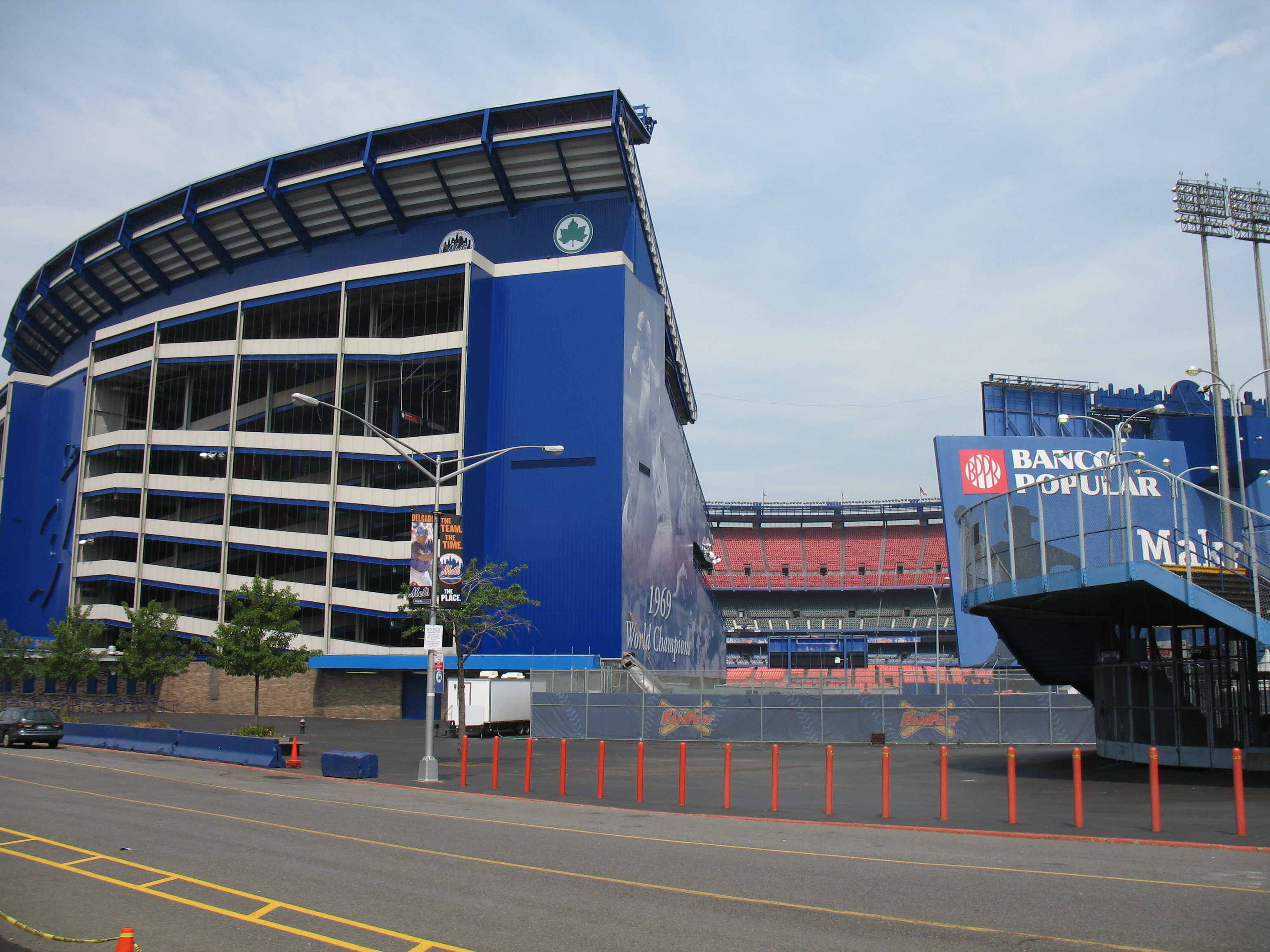
Shea Stadium (2006)
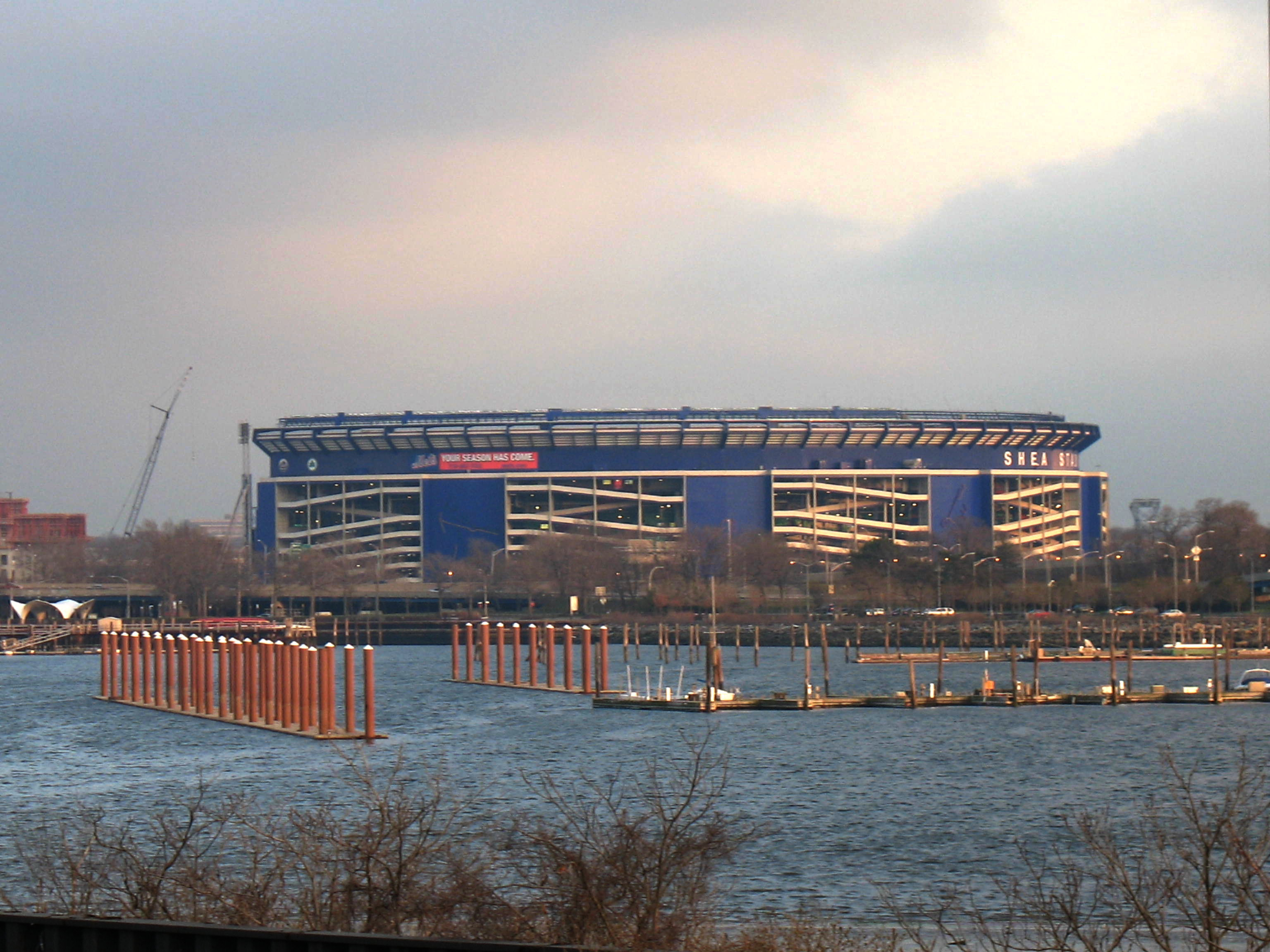
Shea Stadium (2007)
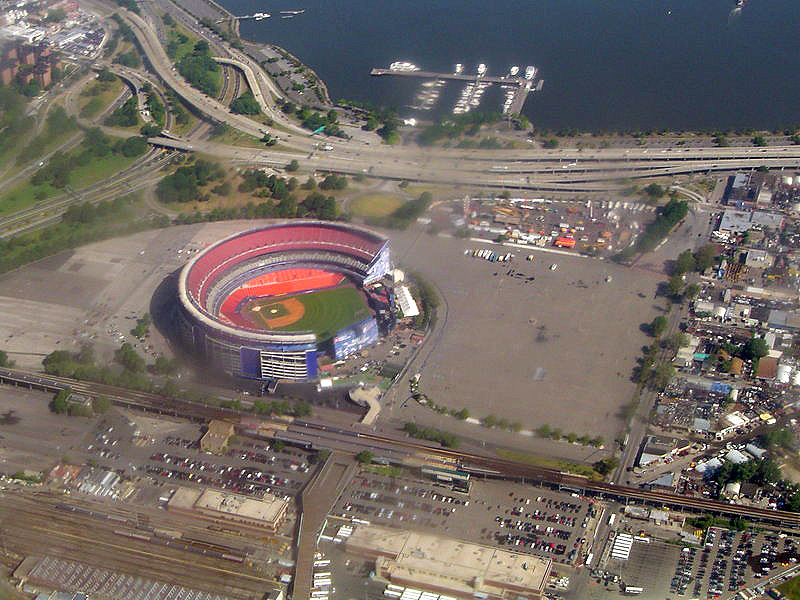
Photo aérienne
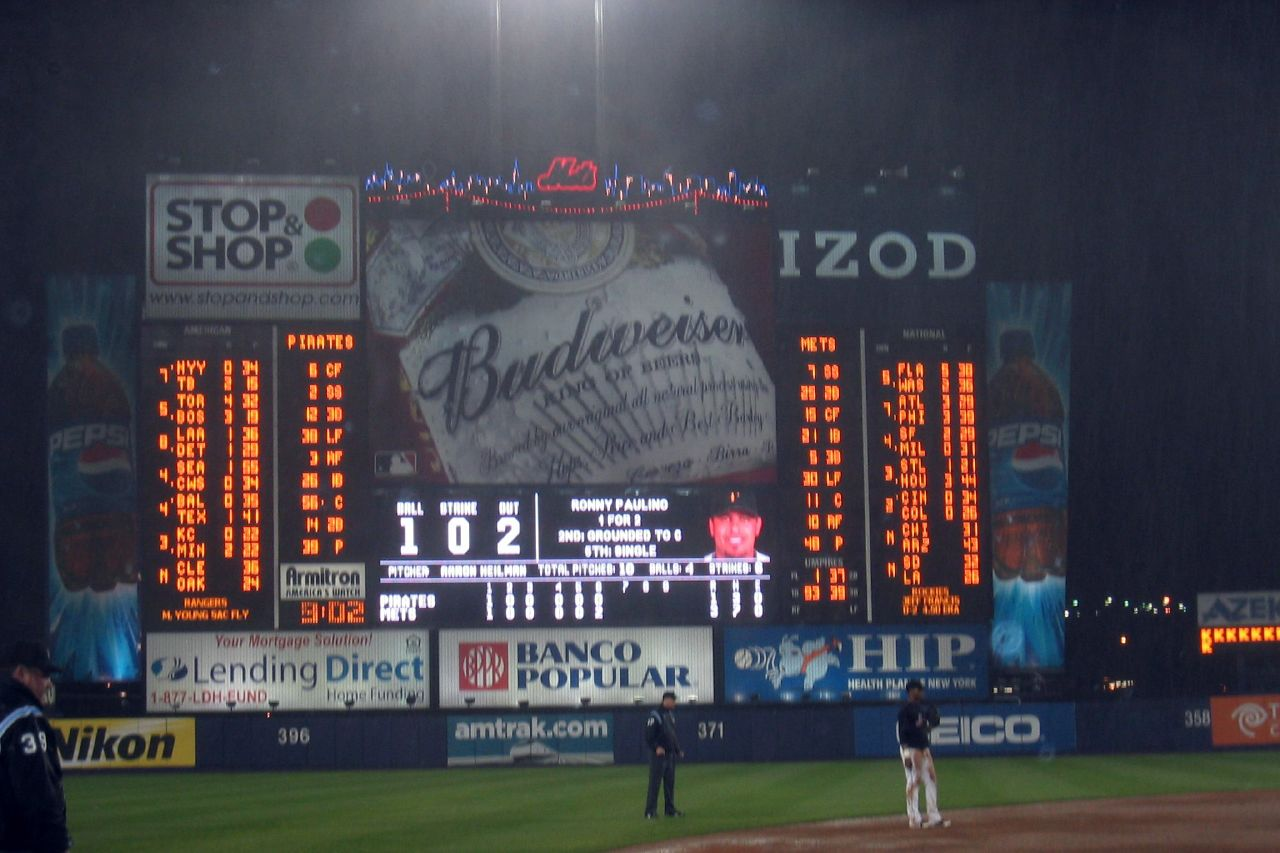
Tableau d'affichage
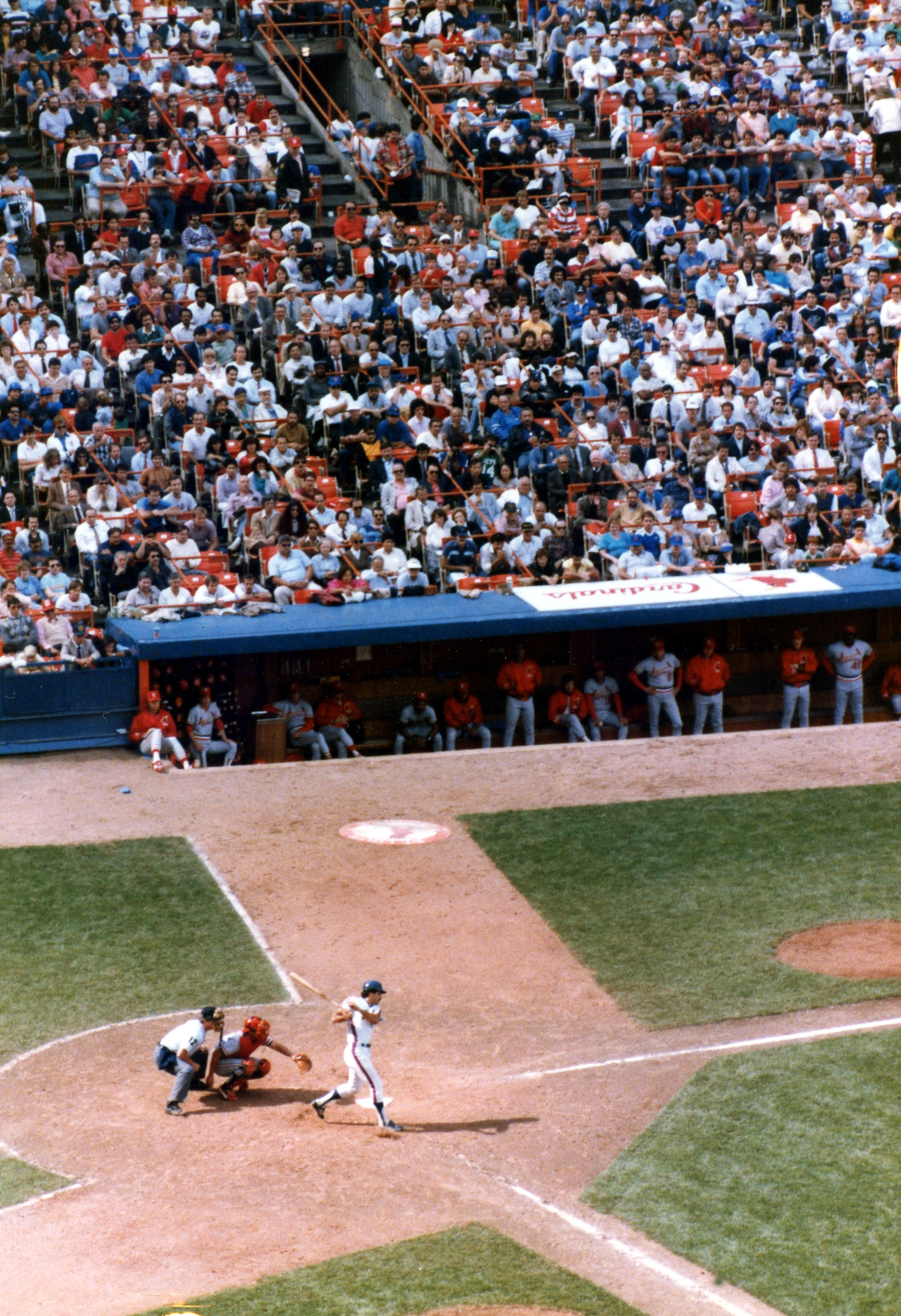
En 1985
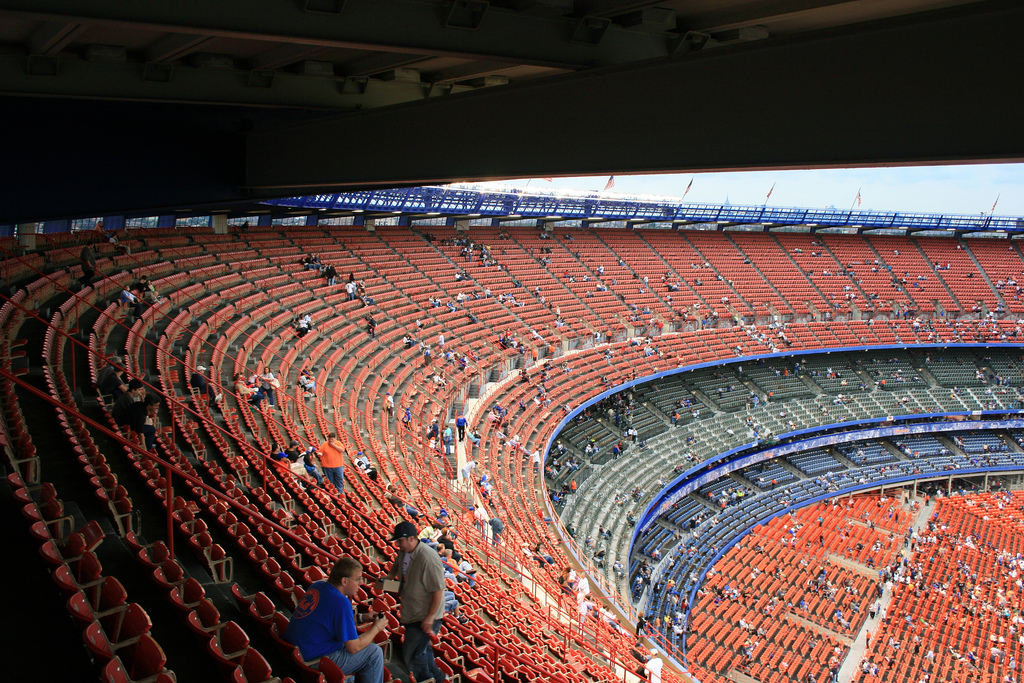
Sièges
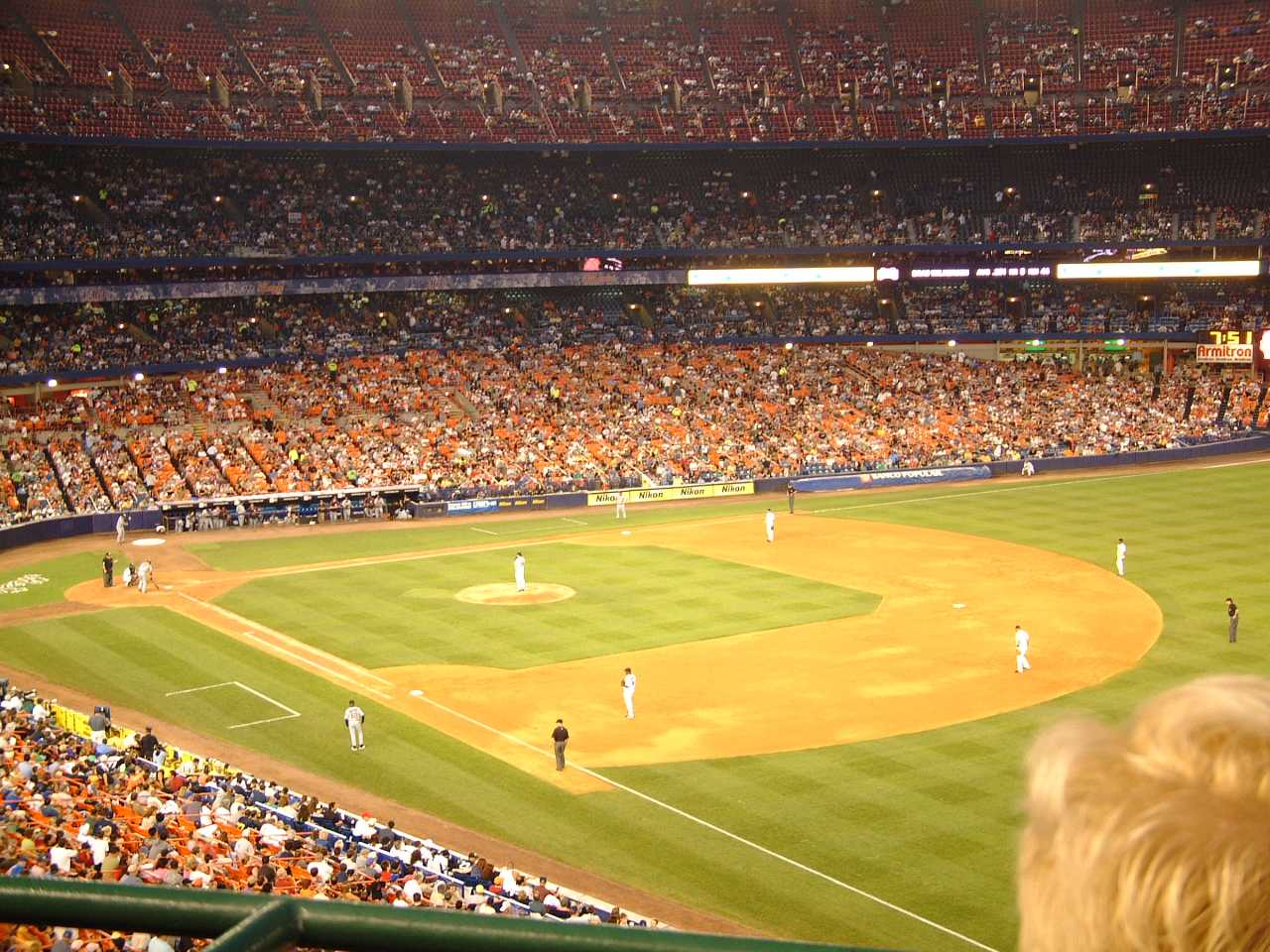
Match de baseball